# 하루오 레멜리크
하루오 이그나시오 레멜리크(Haruo Ignacio Remeliik, 1933년 6월 1일~1985년 6월 30일)는 팔라우의 초대 대통령이다. 1981년 3월 2일부터 1985년 6월 30일 암살당할 때까지 대통령직을 역임했다. 사후 펠렐리우섬의 클로울클루베드에 안장되었다. 일본계 팔라우인이다.

## 생애
팔라우 아버지와 일본인 어머니 사이에서 태어났다. 펠렐리우섬에서 젊은 시절을 보냈다.
미국 하와이 대학교를 졸업한 뒤 태평양 제도 신탁통치령 정부의 공무원으로 취업하였으며, 법원 서기와 팔라우 지역 담당행정관을 역임하였다. 행정관으로서의 경력이 길었고 그다지 존재감도 크지 않았지만, 팔라우 제헌위원회의 위원장 취임을 계기로 이름을 알리게 되었고, 1981년 제1회 팔라우 대통령 선거에서 31.2%의 득표율로 당선됐다. 이후 1981년 3월 2일 초대 대통령에 취임하였다.
대통령 재임 당시 자유연합협정 조기 체결을 추진했으나 팔라우 공화국 헌법에 명시된 비핵조항 때문에 미국과의 협상이 난항에 빠졌고, 사실상 좌초하였다. 또 영국의 IPSECO 사와 계약을 맺어 발전소를 건설하였지만 계획대로 진행되지 못하면서 원금과 위약금으로 약 7000만 달러의 채무를 팔라우 정부 명의로 떠안게 되었다. 이 같은 정책 실패로 공무원의 파업과 테러사건이 발생하는 등 팔라우는 정치적으로 불안정한 상황이 되었으나, 1984년 제2회 대통령 선거에서 50.9%의 득표율로 가까쓰로 재선에 성공하였다.
1985년 6월 30일 자정 시각이 될 무렵 레멜리크가 저택 진입로에 들어서는 순간 신원불명의 남성으로부터 총격 테러를 받아 그자리에서 숨졌다. 암살 직후 토마스 레멩게사우가 7월 2일까지 이틀간 대통령 권한대행을 맡았다. 암살 6개월 후에는 로만 트메투치와 다른 남성 1명이 살해 사건에 연루되었다는 혐의로 체포되었으나 증거 불충분으로 풀려났다. 1993년 레멜리크 대통령의 정적으로 라자루스 살리 정권에서 국무장관을 지낸 존 기라케드(John O. Hgiraked)가 체포되어 재판을 받고 종신형에 처했다. 이후 2000년 3월 기라케드는 자신이 레멜리크 암살 음모에 책임이 있음을 시인하였다.

## 역대 선거 결과
| 선거명      | 직책명          | 대수 | 정당   | 득표율 | 득표수  | 결과 | 당락 |
| ----------- | --------------- | ---- | ------ | ------ | ------- | ---- | ---- |
| 1980년 선거 | 팔라우의 대통령 | 1대  | 무소속 | 31.20% | 1,955표 | 1위  |      |
| 1984년 선거 | 팔라우의 대통령 | 1대  | 무소속 | 50.94% | 4,050표 | 1위  |      |

## 참고 문헌
- Politician convicted of Palau leader's murder[깨진 링크(과거 내용 찾기)](PDF)
- マンディ・エピソン. 《パラオ PORTRAIT OF PARADISE》, 正和企画出版舎(1994년)
- マルウ・L・セイソン編. 《クニヲ・ナカムラ 草の根から》(2001년)
- 須藤健一監修. 《パラオ共和国 過去と現在そして21世紀へ》, おりじん書房(2003년)